# Солдатські імператори
Солдатські імператори (з нім. Soldatenkaiser) — загальна назва ряду імператорів Стародавнього Риму, іноді вельми незнатного походження, яких призначала армія, і які швидко змінювали один одного, не проявляючи яскравих політичних здібностей. Під епохою солдатських імператорів звичайно розуміють час 235—285 років, відомий також як Криза третього століття. Не всі імператори цього часу були проголошені армією, частина належить не до солдатських, а до «сенатських» імператорів.
В один період за 18 років було 18 імператорів і 9 узурпаторів. Більшість з них затримувалася на вершині влади лише декілька місяців. Після смерті Александра Севера у 235 році починається правління війська і закінчується спочатку періодом тридцяти тиранів (253 − 268) та, після, іллірійськими імператорами (268 — 284).
Правління солдатських імператорів, або військова анархія (італ. anarchia militare) — період в історії Риму доби Імперії, коли ряд імператорів, іноді вельми незнатного походження, призначалися командуванням війська. Солдатські імператори були особливо поширені в період з 235 по 284 рік, під час кризи третього століття, що почалася з вбивства Олександра Севера. Нестабільність, що виникла в імперському офісі, майже постійний стан громадянської війни і повстання загрожували знищити Римську імперію зсередини і залишити її вразливою для нападу ззовні.

## Правління Максиміна
Гай Юлій Вер Максимін (235—238 рр.), прозваний Фракійцем, був першим імператором, який почав свою військову кар'єру простим солдатом. «Максимін був сином фракійського селянина. В юності, за словами його біографа, він був пастухом, потім вступив до солдатських рядів і зумів відзначитися завдяки своїй винятковій силі і дослужився до вищих чинів. Він став на чолі змови проти Олександра Севера і після вбивства останнього став імператором.»
Своє правління Максимін ознаменував насамперед придушенням опозиції проти себе у війську. Після цього повів наступ спочатку проти германців, а потім проти даків і сарматів. Максимін був солдатським імператором і прагнув перш за все здобути популярність серед солдатів. Цим і визначалася його внутрішня політика. За час свого правління він жодного разу не був в Римі і зовсім не добивався затвердження своєї влади сенатом; багато його заходів були спрямовані виразно проти сенаторського стану. Джерела стверджують, що Максимін не терпів навколо себе жодну знатну людину. Існувало загальне невдоволення фіскальною політикою Максиміна, яка відбирала гроші у міст, конфісковувала скарбниці храмів і.т.д. Крім того, сільське населення було вкрай незадоволене насильствами солдат і місцевої адміністрації. Загальна спрямованість внутрішньої політики Максиміна, що визначалася прагненням задовольнити вимоги солдат, вела до розриву з сенатом і посилювала фіскальний гніт, результатом чого було невдоволення всіх верств громадянського населення.

## Повстання Гордіанів
В Африці це невдоволення вилилося у відкрите повстання, в якому взяли участь місцеві землевласники, які закликали на допомогу селян і рабів і що були підтримані міським населенням. Імператором був проголошений старий, 80-річний, правитель провінції Марк Антоній Гордіан Семпроніан. Серед повсталих не було одностайності, у них не було чіткої програми, не було організованої армії, і полководець Максиміна, нумідійский легат Капеліан без зайвих зусиль придушив повстання. Син Гордіана (Гордіан II) був убитий, а сам він покінчив життя самогубством. Римський сенат, коли йому стало відомо про проголошення Гордіана і його сина імператорами, оголосив про скинення Максиміна і про затвердження у владі Гордіанів; коли ж прийшла звістка про їхню смерть, були обрані два нових сенаторських імператори (Марк Клавдій Пупієн і Децим Целій Бальбін). Незабаром за вимогою військ і плебсу, обраний був імператором чотирнадцятирічний онук Гордіана І, названий Гордіаном ІІІ. Увідомлений про те, що сталося в Римі, Максимін послав війська на Рим, але під час невдалої облоги міста Аквілеї, був убитий своїми солдатами.

## Гордіан ІІІ та Філіп Араб
Пупієн і Бальбін незабаром також були вбиті і Гордіан ІІІ залишився одноосібним правителем. Він виступив в похід проти персів, які напали на Месопотамію. По дорозі римські війська на Дунаї відкинули від кордону варварів, що вторглися в Імперію. Молодому імператору не довелося закінчити війну з персами: він був убитий. Імператором був проголошений префект преторя Марк Юлій Філіп (244—249 рр.), Прозваний за своє походження Арабом. Філіп уклав з персами мир, за яким римляни утримували за собою Малу Вірменію і Месопотамію, і повернувся в Рим, де був визнаний сенатом. Зовнішньополітичне становище Імперії було дуже важким: майже по всіх північних кордонах наступали варвари. Тим часом війська були недостатньо дисципліновані, кожна армія готова була висувати свого кандидата на імператорський трон. Філіпу вдалося перемогти кількох претендентів, що зазіхали на імператорську владу, але в битві з Децієм, проголошеним військами в Мезії імператором, він був убитий.

## Децій та Валеріан
Гай Месій Траян Децій належав до числа імператорів, які прагнули відновити стару римську доблесть. Цим, ймовірно, пояснюється і перші загальні по всій Імперії переслідування християн, під час якого загинула велика кількість прихильників нової релігії (250 р). При Децію готи вторглися у Фракію і Македонію. У похід проти них виступив сам імператор, але в 251 році він був убитий в битві при Абритті, в Нижній Мезії. Після смерті Деція змінилося кілька імператорів. Довше інших вдалося утримати владу Публію Ліцинію Валеріану (253—260 рр.) і його синові Галлієну (253—268 рр.), якого він зробив співправителем.
Валеріан належав до сенаторської знаті і брав участь в управлінні державою ще при Деції. Він був прихильником староримских принципів, при ньому в 257 році було оголошено нове гоніння на християн, під час якого в Африці загинув один з найбільших християнських діячів того часу, карфагенський єпископ Кипріан. Положення Імперії при Валеріанові було ще більш напруженим ніж при його попередниках. Рейн перейшли германські племена — франки і алемани; готи перейшли Дунай і дійшли до кордонів Ахайї; на африканські провінції напали мавританські племена; на Сході наступали перси. Валеріан послав свого сина Галлієна в Галлію для захисту рейнських кордонів, сам же попрямував на Схід для боротьби з персами. При Валеріані почався новий наступ персів: вони зайняли Вірменію, вторглись в межі Римської імперії і захопили Антіохію. Валеріан відвоював Антіохію, але в зіткненні з персами, що штурмували Едесу, був захоплений в полон (260 р). У полоні Валеріан і помер.

## Династія Сасанідів в Ірані
Переворот в Парфії, що стався в 226 році, мав велике значення не тільки для внутрішнього положення великої східної держави, а й для міжнародних відносин того часу. Парфянський цар Артабан V був повалений своїм васалом, перським царем Артаксерксом, що походив з роду Сасанідів. Артаксеркс, або Ардашир, прийняв титул царя царів і підпорядкував своїй владі всі області Ірану, що входили до складу Парфянського царства. Прихід до влади Сасанідів був ознаменований повною реорганізацією всієї структури центрального і місцевого апарату іранської держави; нові правителі прагнули повернутися до тих звичаїв і порядків, які існували за часів Ахеменідів і були забуті в епоху Аршакідів. Було проведено ряд реформ, які створили більшу, ніж раніше, централізацію державної влади. В епоху останніх Аршакідів можновладні князі і правителі сатрапій користувалися значною самостійністю і нерідко повставали проти центральної влади. Васальні князі (шахи) зберегли свою владу і при новій династії, але вони більшою мірою, ніж раніше, були підпорядковані великому шахові. Поряд з військами, яких доставляють васали, велике значення на себе взяли наймані солдати і важка кавалерія, складена зі знаті, що підпорядковувалась безпосередньо царю. Поряд з політичною централізацією проведена була і релігійна реформа. З всіх релігійних течій, поширених в Ірані, перевага була віддана релігії Заратуштри, що стала з цього часу державною релігією, і підтримувалась новою династією. Перехід влади Сасанідам був пов'язаний з відновленням агресії Ірану на Заході. Ардашир мріяв про відновлення кордонів царства Ахеменідів. Після смерті Ардашира його син, Шапур І, продовжував зовнішню політику свого батька.

## Римська Імперія за правління Галлієна
Після того як Валеріан був захоплений в полон персами, син його, Публій Ліциній Ігнація Галлієн став вважатися одноосібним правителем Імперії. Галлієн був людиною освіченою, мав енергію, прагнув захистити державу від зовнішньої небезпеки та відновити її внутрішню міць. Зразком для себе вважав він Августа, політики якого хотів дотримуватися. Але він був безсилий зміцнити дисципліну у військах. Важко було стримувати натиск варварів на Заході і персів на Сході. Галлієну вдалося здобути перемогу над алеманами і призупинити рух їх на Італію, але становище Імперії було настільки важким, що всі його заходи виявлялися малоефективними. В окремих областях  легіони проголошували своїх вождів імператорами. В історії ці місцеві солдатські імператори відомі під ім'ям «тридцяти тиранів». У той час як на Заході в межі Імперії вторглися різні варварські племена, правитель Пальміри Оденат зупинив наступ персів. Він відкинув їх за Євфрат, відвоював у Шапура Месопотамію і придушив опір місцевих узурпаторів. Оденат залишався лояльним по відношенню до Галлієна і отримав від нього титул «dux Orientis» а потім титул імператора і командувача над римською армією, що стояла на Сході. Оденат карбував свою монету і, як верховний правитель Пальміри називав себе навіть царем царів. Після смерті Одената за малолітнього його сина правила його дружина Зенбія, яка відзначалась великою енергією. Вона захопила Єгипет і більшу частину римських володінь на Сході. Таким чином, ці області були відділені від Риму. У той же час влада в Галлії була захвачена Марком Кассіаном Латинієм Постумом, що називав себе «restitutor Galliarum». До нього приєдналися Іспанія і Британія, він претендував і на Італію. З Галлієном він бився невдало, але зберіг владу і близько десяти років правив Галлією. Галлієн змушений був вести війни як з узурпаторами, так і з наступаючими варварами.
У той час як на Заході наступали германські племена франків і алеманів, на північному сході здійснювали морські набіги борани, готи, герули і різні припонтійські народи. Боспорське царство перестало грати роль союзної Риму держави, що стримувала натиск варварів. У зв'язку з наступом варварів і якимись внутрішніми заворушеннями в Боспорському царстві влада перейшла до «vilem et abiectam», як називає їх історик Осима, що перебували в союзі з варварами. Зв'язки римських провінцій з Північним Причорномор'ям були порушені, на Боспорі готувалася набіги на Римську імперію, і нові боспорські правителі представляли судна варварським арміям, що наступали на Імперію. Кораблі останніх перепливали Чорне море, і готи в союзі з іншими припонтійськими народами здійснювали спустошливі набіги на міста, розташовані на європейському і малоазійському узбережжі: в 263 році вони розорили Ефес, а в 267 році захопили Афіни і пограбували інші найважливіші грецькі міста (Коринф, Спарту). Афінський правитель Дексіпп завдав поразки одному з варварських загонів. Пізніше прибув сам Галлієн і розбив ворогів у Фракії. Поява нового узурпатора змусила його повернутися в Італію. У 268 році Галлієн був убитий змовниками, а імператором був проголошений Марк Аврелій Клавдій. Незабаром після смерті Галлієна Постум був убитий солдатами, але й після його смерті галльські провінції не поєдналися з Імперією. Проголошені після Постума правителі зберігали свою самостійність, але становище їх було неміцним. «Мабуть, вони користувалися підтримкою сепаратистсько налаштованої великої земельної аристократії, але проти них відкрито висловлювали своє невдоволення солдати». У країні почався рух селян і рабів.

## Початок відновлення Імперії

### Клавдій та Авреліан
З часів Клавдія почався період правління імператорів-іллірійців. Йому і його наступнику Авреліану вдалося знову зібрати і об'єднати Імперію. Клавдій привів в підпорядкування Іспанію і частину Галлії. У битві при Наіссі (в Мезії) Клавдію вдалося розбити готів, переселення їх було призупинено, а захоплені в полон готи були розселені по знелюдненних римських провінціях в якості колонів. Ця перемога дала імператору підставу привласнити собі титул Gothicus. В Імперії вже протягом декількох років лютувала чума, від якої помер і Клавдій. Йому слідував його брат, який не міг втримати владу. Імператором став видатний полководець, теж іллірієць за походженням, Луцій Доміцій Авреліан (270—275 рр.).
Продовжуючи політику свого попередника, Авреліан остаточно вигнав готів з Паннонії і відбив нашестя алеманів, які вторгнулись в Італію. Варварські вторгнення становили велику небезпеку не тільки для провінцій, але і для Італії. Щоб убезпечити столицю Імперії, Рим був обнесений при Авреліані міцними стінами. Після того, як до певної міри досягнута була безпека на Заході, Авреліан звернув увагу на відновлення єдності імперії. Правителька Пальміри Зенобія вступила в союз з персами. Авреліан витіснив її війська з Малої Азії. Потім він здійснив похід на Пальміру. Зенобія була захоплена в полон, а в Пальмірі був залишений римський гарнізон. Але як тільки Авреліан залишив місто, жителі його повстали. Тоді імператор повернувся назад, взяв місто і зруйнував його (273 р). У Єгипті захопили владу прихильники Зенобії, на чолі яких стояв багатий купець Фірм. Найважливіша римська провінція була приєднана до Імперії лише після розгрому Авреліаном прихильників Зенобії та Фірма. Після повернення на Захід, Авреліаном були підкорені галльські області. Гальський узурпатор Тетрик під впливом наростаючого масового руху, побоюючись бунтівних солдат, повсталих селян і рабів, перейшов на бік Авреліана. Авреліан, таким чином, завершив відновлення єдності Імперії і в знак своїх успіхів іменував себе «restitutor orbis». Потрібно, однак, зауважити, що відновити Імперію в колишніх кордонах не вдалося. Риму довелося відмовитися від Дакії, корінне населення якої ніколи не мирилося з римським пануванням. З Дакії відведені були легіони, а римські колоністи розселені були в Мезії. Разом з тим, як це можна судити за даними нумізматики, відновлені були зв'язки з Боспорським царством. Один з боспорських царів іменує себе другом римлян і другом кесаря, але наврядчи римський уряд міг надавати який-небудь вплив на внутрішню і зовнішню політику Боспорського царства.
Авреліан провів ряд реформ, прагнучи відновити внутрішню міць Римської держави. Псування монет при його попередниках досягла крайніх меж. Авреліан видав ряд розпоряджень, які повинні були поліпшити монетну справу. За роки розрухи доставка продовольства в Рим стала нерегулярною, що призводило до міських хвилювань. Авреліан встановив щоденну (замість місячної) роздачу печеного хліба (по 2 римських фути) замість зернового, крім того, додав видачу оливкового масла й солі. Всі ці заходи могли бути ефективними тільки в тому випадку, якщо продукти регулярно доставлялися до Риму. Цей обов'язок був покладений на колегії судновласників; інші колегії, пов'язані з постачанням провізії до римського населення, також були покликані виконувати розпорядження уряду. «Таким чином, при Авреліанові був зроблений подальший крок по шляху до закріпачення колегій, початок якому поклав Александр Север». Між сенатом і Авреліаном не було згоди. Деякі з сенаторів, замішані в змові проти нього, були суворо покарані. При Авреліанові же в Римі відбулося повстання монетаріїв — рабів і ремісників, зайнятих на монетному дворі. Повстання знайшло широку підтримку з боку нижчих верств населення. При придушенні повстання було вбито 7 тисяч солдат. Республіканські форми, що зберегли ще певне значення з часів Антонінів, втратили до цього часу будь-який сенс. Авреліан був перший з римських імператорів, хто назвав себе «Dominus et deus». У Римі на Марсовому полі був споруджений храм «Sol invictus»— вищому божеству, верховному покровителю Імперії. Разом з тим в Римі відновлювалися старі святині. Це була нова спроба знайти єдину релігію для світової Імперії, затвердити імператорську владу, давши їй релігійне обґрунтування. У 275 році Авреліан зробив новий похід на Схід, але на самому початку його було вбито солдатами. На цей раз армія доручила призначення імператора сенату, який обрав старого сенатора консуляра Марка Клавдія Тацита (275—276 рр.), який не зумів зберегти свій авторитет серед солдатів і який незабаром загинув.

### Марк Аврелій Проб та Марк Аврелій Кар
З 276 по 282 роки державою владарював іллірійський уродженець Марк Аврелій Проб, що продовжував політику Клавдія та Авреліана. Проб вигнав з Галлії франків і алеманів і відновив рейнський кордон. Йому довелося вести війну і на Сході— в Малій Азії і в Єгипті. Пробу приписувалися проекти реформ по підняттю сільського господарства. У відносинах з сенаторським станом було досягнуто згоду. Але спроби імператора відновити дисципліну серед солдатів привели до обурення і його вбивства. Змінив його Марк Аврелій Кар (282—283 рр.), що воював з сарматами і помер (від удару блискавки) в поході проти персів. Сини його, втративши владу, були вбиті. Імператором був проголошений Гай Аврелій Діоклетіан, з часу правління якого прийнято починати нову епоху — епоху пізньої Римської імперії.